# باري نورتون
باري نورتون (بالإسبانية: Barry Norton)‏ هو ممثل أرجنتيني، ولد في 16 يونيو 1905 في الولايات المتحدة، وتوفي في 24 أغسطس 1956 بهوليوود في الولايات المتحدة بسبب نوبة قلبية.

## أعمال

### أفلام
- (1927) قصة بشريين
- (1933) سيدة لمدة يوم
- (1935) آنا كارنينا
- (1936) زيجفيلد العظيم
- (1941) فتاة زيغفيلد
- (1942) كازبلانكا
- (1946) حد الشفرة
- (1947) السيد فيردو[3][4]
- (1955) أن تمسك لصا[5]

## وصلات خارجية
- باري نورتون على موقع IMDb (الإنجليزية)
- باري نورتون على موقع تيرنر كلاسيك موفيز (الإنجليزية)
- باري نورتون على موقع أول موفي (الإنجليزية)
- باري نورتون على موقع قاعدة بيانات الفيلم (الإنجليزية)